# Enfermedad lisosómica
Las enfermedades lisosómicas son enfermedades derivadas del mal funcionamiento de los lisosomas, sobre todo debido a problemas con las enzimas que contiene. Pueden deberse a la disfunción de alguna enzima lisosómica o a la liberación incontrolada de dichos enzimas en el citosol, lo que produce la lisis de la célula.

## Enfermedades de almacenamiento lisosómico
En las enfermedades de almacenamiento lisosómico, alguna enzima del lisosoma tiene actividad reducida o nula debido a un error genético y el substrato de dicho enzima se acumula y deposita dentro del lisosoma que aumentan de tamaño a causa del material sin digerir, lo cual interfiere con los procesos celulares normales; algunas de estas enfermedades son:
- Esfingolipidosis. Son enfermedades causada por la disfunción de alguno de los enzimas de la ruta de degradación de los esfingolípidos. Los esfingolípidos se degradan normalmente dentro de los lisosomas de las células fagocitarias, especialmente los macrófagos del sistema retículo-endotelial, localizadas principalmente en el hígado, bazo y médula ósea; un fallo en su degradación implica la acumulación dentro del lisosoma de algún metabolito intermediario; dado que los esfingolípidos abundan en el cerebro, varias de estas enfermedades cursan con retraso mental severo y muerte prematura; entre ellas hay que destacar la enfermedad de Tay-Sachs, la enfermedad de Sandhoff-Jatzkewitz, la enfermedad de Gaucher, la enfermedad de Niemann-Pick, la enfermedad de Krabbe, la fucosidosis, la enfermedad de Fabry, la leucodistrofia metacromática y la gangliosidosis generalizada. Las esfingolipidosis que afectan a la degradación de los gangliósidos se llaman gangliosidosis (Tay-Sachs, Sandhoff-Jatzkewitz, gangliosidosis).

- Carencia de lipasa ácida lisosomal. La lipasa ácida lisosomal  es una enzima fundamental en el metabolismo de los triglicéridos y del colesterol. La disfunción de esta enzima provoca dos enfermedades, la enfermedad de almacenamiento de ésteres de colesterol, en que la enzima presenta muy poca actividad, y la enfermedad de Wolman, en que la enzima es totalmente inactiva.

- Glucogenosis tipo II o enfermedad de Pompe. Es un defecto de la α(1-4) glucosidasa ácida lisosómica, también denominada maltasa ácida, lo que causa la acumulación de glucógeno en los lisosomas. En niños destaca por producir insuficiencia cardíaca al acumularse en el músculo cardíaco causando cardiomegalia. En adultos el acúmulo es más acusado en músculo esquelético.

- Mucopolisacaridosis. Causadas por la ausencia o el mal funcionamiento de las enzimas necesarias para la degradación moléculas llamadas glicosoaminoglicanos o glucosaminglucanos (antes llamadas mucopolisacáridos), que son cadenas largas de hidratos de carbono presentes en todas las células que intervienen en la construcción de los huesos, cartílagos, tendones, córneas, la piel y el tejido conectivo. Los glicosoaminoglicanos también se encuentran presentes en el líquido que lubrica las articulaciones. Destacan la mucopolisacaridosis tipo I, también conocida como gargolismo o enfermedad de Hurler, en la que existe un defecto de la enzima α-1-iduronidasa, y la mucopolisacaridosis de tipo II o síndrome de Hunter, causada por un error en la enzima iduronato-2-sulfatasa. El síndrome sanfilippo MPS III está relacionado con la acumulación de N-heparan Sulfatasa.